# Kinley Tonic
Kinley Tonic Water – napój bezalkoholowy produkowany przez Coca-Cola HBC na licencji The Coca-Cola Company. Poza smakiem wytrawnym (Tonic Water), dostępne są także: 
- Aromatic Berry,
- Bitter Lemon,
- Eldelflower Zero,
- Lime & Mint,
- Premiere Tonic Zero